# Schizostachyum warburgii
Schizostachyum warburgii és una espècie de bambú de la família de les poàcies. Fou descrita per al Botanische Jahrbücher für Systematik, Pflanzengeschichte und Pflanzengeographie. Leipzig  31, 457 (1901). Oxytenanthera warburgii és un sinònim. Es troba a les Moluques.